# Kościół Zmartwychwstania w Królewcu
Kościół Zmartwychwstania w Królewcu (nazwa rosyjska: cerkow Woskriesienija, ros. церковь Воскресения) – kościół ewangelicki, siedziba parafii miejskiej i dekanatu obejmującego obwód królewiecki.
W dawnym Królewcu od XVI w. ewangelicy stanowili przeważającą większość mieszkańców. Po II wojnie światowej do ostatecznego wysiedlenia ludności niemieckiej w 1948 r., spośród blisko 30 przedwojennych kościołów działały przynajmniej kościoły w dzielnicach Ponarth i Judyty. Później aż do zorganizowania zboru baptystów w latach 60., Królewiec i cały obwód pozostawał miastem bez legalnych miejsc kultu religijnego.
Po upadku ZSRR, w Rosji poczęło się odradzać życie religijne. Wierni – miejscowi, przybywający z głębi kraju i z innych republik postradzieckich, głównie pochodzenia niemieckiego, w 1991 r. samorzutnie doprowadzili do powstania parafii ewangelickiej. Nabożeństwa odprawiano w wynajętych lokalach – domu parafialnym przy soborze Krestowozdwiżeńskim, auli szpitala obwodowego (dawny szpital diakonatu ewangelickiego) i w kinie „Pobieda”. Po przyznaniu przez władze miejskie części obszaru dawnego cmentarza Luizy (niem. Luisenfriedhof) na terenie historycznej dzielnicy Amalienau, przy Prospekcie Mira 101 (ros. Проспект мира), 6 grudnia 1996 r. rozpoczęto budowę kompleksu obejmującego kościół na 450 miejsc i centrum parafialne, według projektu miejscowego architekta Pawła Gorbacza. Fasadę kościoła, ustawionego na lekko podwyższonym terenie, flankują ustawione w półkole budynki parafialne, poprzedzone wieżami. Elewacje licowane są czerwoną cegłą, co wśród miejscowej ludności budzi pewne skojarzenia ze średniowieczną architekturą zamków krzyżackich. Funduszy budowlanych dostarczył Ewangelicki Kościół Unijny z Berlina, niemiecka Fundacja im. Gustawa Adolfa (Gustaw-Adolf-Werk) i ofiary prywatne. Pierwsze nabożeństwo w jeszcze nieukończonej świątyni odprawiono 29 listopada 1998, poświęcenie nastąpiło 11 kwietnia 1999 r. Nazwa kościoła ma trojakie znaczenie: przywołuje Zmartwychwstanie Chrystusa, nawiązuje do lokalizacji świątyni na dawnym cmentarzu i chrześcijańskiej nadziei życia wiecznego, wreszcie odnosi się do odrodzenia struktur kościelnych na terenie obwodu.
Nabożeństwa są odprawiane w niedziele i święta o godz. 11, po niemiecku i rosyjsku, w dni powszednie o 8.45. Prowadzona jest różnorodna działalność pośród dzieci, młodzieży i osób starszych.
Dekanat królewiecki należy od Ewangelicko-Luterańskiego Kościoła Rosji, wchodzącego jako diecezja w skład ELKRAS (Kościoła Ewangelicko-Luterańskiego w Rosji i innych Państwach; obecnie określającego się jako Jewangieliczesko-lutieranskaja cerkow – JeLC) i obejmuje około 45 zborów, zgrupowanych w 4 parafiach, 8 duchownych i około 2500 wiernych, z czego 500 mieszka w Królewcu. Dekanat utrzymuje żywe partnerskie więzi zagraniczne z Kościołem Ewangelicki Niemiec (EKD), jak również istnieją kontakty z polskim Kościołem Ewangelicko-Augsburskim.